# Mușchi pterigoidian lateral
Mușchiul pterigoidian lateral sau extern (latină: musculus pterygoideus lateralis) este un mușchi scurt, gros, oarecum conic ca formă, care se întinde aproape orizontal între fosa infratemporală și condilul mandibulei.

## Origine și inserție
Mușchiul pterigoidian lateral are două capete care se află aproape orizontal unul față de celălalt. Capul superior (infratemporal sau sfenoidal) are originea pe fața infratemporală a aripii mari a sfenoidului. Fibrele orientate orizontal au inserția terminală pe capsula articulației temporomandibulare. Capul inferior (pterigoidian) are originea pe fața laterală a lamei pterigoidiene laterale. Fibrele se inseră în foseta pterigoidiană a procesului condilian al mandibulei.

## Inervație
Este inervat de nervul pterigoidian lateral, o ramură a diviziunii mandibulare a nervului trigemen.

## Acțiuni
Prin contracția bilaterală a pterigoidienilor laterali, sinergică cu cea a medialilor, se realizează propulsia și tragerea în jos a mandibulei, datorită alunecării condililor mandibulei și a discului articular. Contracția unilaterală a mușchiului trage mandibula medial. Prin contracția pterigoidienilor lateral și medial de aceeași parte se realizează mișcarea de lateralitate a mandibulei.